# Corny
Pour l’article homonyme, voir Corny (homonymie).
Corny est une ancienne commune française située dans le département de l'Eure, en région Normandie. Depuis le 1er janvier 2019, elle est une commune déléguée de Frenelles-en-Vexin.
Ses habitants sont appelés les Corniliens.

## Géographie

### Localisation
|                     | Écouis      | Boisemont |
| Fresne-l'Archevêque | Corny       | Boisemont |
|                     | Les Andelys | Boisemont |

## Toponymie
Le nom de la localité est attesté sous la forme Corni vers 1210.

## Histoire
Les origines du village de Corny sont anciennes ; fief du Comte de Pembrock avant la réunification de la Normandie au royaume de France, il fut transmis au Prieuré Saint-Louis de Poissy par le roi Philippe le Bel. Le patronage ecclésiastique du village relevait dès le XIIIe siècle de l'archevêché de Rouen. En 1350, une partie du fief du village fut vendue à Jean de Marigny, archevêque de Rouen et demi-frère d'Enguerrand de Marigny, ministre de Philippe le Bel et fondateur de la toute proche collégiale d'Ecouis.
Le 1er janvier 2019, elle fusionne avec Boisemont et Fresne-l'Archevêque pour constituer la commune nouvelle de Frenelles-en-Vexin dont la création est actée par un arrêté préfectoral du 27 novembre 2018.

## Politique et administration
| Période                                  | Période          | Identité                          | Étiquette                             | Qualité                |
| ---------------------------------------- | ---------------- | --------------------------------- | ------------------------------------- | ---------------------- |
| Les données manquantes sont à compléter. |                  |                                   |                                       |                        |
| 1792                                     | 1797             | Pierre Charles Bertaut            |                                       |                        |
| 1797                                     | 1808             | Pierre Bochet                     |                                       | Cultivateur            |
| 1808                                     | 1816             | Charles Sainte-Croix Queudray     |                                       |                        |
| 1816                                     | 1827             | Raimond Bernard Bertaut           |                                       | Cultivateur            |
| 1827                                     | 1843             | Jean Baptiste Melissent           |                                       |                        |
| 1843                                     | 1860             | Jean Baptiste Abraham Delaisement |                                       | Cultivateur            |
| 1860                                     | 1875             | Joseph Leroy                      |                                       | entrepreneur de routes |
| 1875                                     | 1876             | Louis François Bertaut            |                                       |                        |
| 1877                                     | 1878             | Alphonse Lachartre                |                                       | Pharmacien             |
| 1878                                     | 1897             | Emile Raban                       |                                       | Cultivateur            |
| 1897                                     | 1904             | Stanislas Amaury                  |                                       | Charpentier            |
| 1904                                     | 1925             | Alfred Defontenay                 |                                       |                        |
| 1925                                     | 1947             | Marcel Dubois                     |                                       |                        |
| 1947                                     | 1961             | Georges Chefneux                  |                                       |                        |
| 1961                                     | 1965             | René Tomasini                     | Union pour la nouvelle République UNR | Député de l'Eure       |
| 1965                                     | 1995             | Jacques Dubois                    |                                       |                        |
| 1995                                     | 2001             | Antoine Dubois                    |                                       |                        |
| mars 2001                                | mars 2008        | Christian Maillard                |                                       |                        |
| mars 2008                                | mars 2014        | Sophie Poudérous                  |                                       | Cadre Financier        |
| mars 2014                                | février 2017     | Pierre Pin                        | UMP-LR                                | Employé                |
| mars 2017                                | 31 décembre 2018 | Pascal Bernard                    |                                       |                        |

## Démographie
L'évolution du nombre d'habitants est connue à travers les recensements de la population effectués dans la commune depuis 1793. Pour les communes de moins de 10 000 habitants, une enquête de recensement portant sur toute la population est réalisée tous les cinq ans, les populations de référence des années intermédiaires étant quant à elles estimées par interpolation ou extrapolation. Pour la commune, le premier recensement exhaustif entrant dans le cadre du nouveau dispositif a été réalisé en 2007.

En 2016, la commune comptait 376 habitants, en évolution de +8,36 % par rapport à 2010 (Eure : −0,25 %, France hors Mayotte : +2,11 %).
| 1793 | 1800 | 1806 | 1821 | 1831 | 1836 | 1841 | 1846 | 1851 |
| ---- | ---- | ---- | ---- | ---- | ---- | ---- | ---- | ---- |
| 238  | 234  | 244  | 215  | 230  | 216  | 201  | 204  | 215  |

| 1856 | 1861 | 1866 | 1872 | 1876 | 1881 | 1886 | 1891 | 1896 |
| ---- | ---- | ---- | ---- | ---- | ---- | ---- | ---- | ---- |
| 234  | 226  | 223  | 188  | 197  | 207  | 187  | 184  | 167  |

| 1901 | 1906 | 1911 | 1921 | 1926 | 1931 | 1936 | 1946 | 1954 |
| ---- | ---- | ---- | ---- | ---- | ---- | ---- | ---- | ---- |
| 164  | 164  | 134  | 145  | 128  | 151  | 157  | 138  | 140  |

| 1962 | 1968 | 1975 | 1982 | 1990 | 1999 | 2006 | 2007 | 2012 |
| ---- | ---- | ---- | ---- | ---- | ---- | ---- | ---- | ---- |
| 122  | 127  | 176  | 193  | 276  | 262  | 308  | 314  | 376  |

| 2016 | - | - | - | - | - | - | - | - |
| ---- | - | - | - | - | - | - | - | - |
| 376  | - | - | - | - | - | - | - | - |

## Culture locale et patrimoine

### Lieux et monuments
- Église de la Sainte-Trinité[11] : La construction de l'église de la Sainte-Trinité remonte au XVIe siècle pour la nef et le clocher, et au XVIIe siècle pour le chœur. Comme beaucoup d'églises de la région, elle est construite en silex et pierre calcaire, avec une couverture en tuiles plates, sauf pour son clocher recouvert d'ardoises. Les vitraux contemporains datent de 1993 et sont signés de l'artiste Pierre Lafoucrière[12].
- Manoir de Corny : Le Manoir de Corny, en réalité une grange dîmière datant du XIe siècle, est aujourd'hui une salle de réception privée accueillant notamment de nombreux mariages. Le bâtiment est encadré par un grand parc arboré de 2 hectares.

### Personnalités liées à la commune
- Atelier Jacques Boutzen [13], vitrailliste, actif entre 1960 et 2008. Connu pour les vitraux[14] conçus pour l'église Saint-Michel du Havre[15], reconstruite en 1964, mais aussi ceux de l'église Notre-Dame-de-la-Salette de Paris.